# Спілка українських письменників Словаччини
Спілка українських письменників Словаччини (СУПС, словац. Spolok ukrajinských spisovateľov na Slovensku), Пряшів.
Спілка заснована 3 липня 1990 року.
Спілка видає літературно-мистецький публіцистичний журнал «Дукля».
21 березня 2013 року в Пряшеві відбулись звітно-виборні збори Спілки українських письменників Словаччини (СУПС). Загалом у зборах взяло участь 16 членів. Було обрано 5-членний комітет Спілки, в склад якого входять Іван Яцканин (голова),  Юрій Бача, Надія Ворхол, Василь Дацей та Маруся Няхай. До контрольно-ревізійної комісії СУПС, увійшли Мирослав Ілюк (голова), Михайло Роман та Єва Олеар.